# Сезонное заболевание
Сезонное заболевание — заболевание, уровень заболеваемости которым меняется в соответствии с временами года.

## Инфекционные заболевания
Несмотря на то, что сезонность типична для многих инфекционных заболеваний — детских (корь, дифтерия, ветрянка), фекально-оральных (холера, ротавирус), трансмиссивных (малярия) и даже передающиxся половым путём (гонорея) — причины их сезонных колебаний до конца не ясны.
Применение закона действующих масс к эпидемиологии предсказывает цикличность количества заражений (в предположении, что исходом заболевания является иммунитет или смерть заболевшего). Грассли и Фразер указывают на следующие факторы, привязывающие циклы к временам года:
- изменение вероятности выживания патогена. Температура, влажность, солнечный свет, кислотность и солёность влияют на шансы заражения без непосредственного контакта. Этот факт наиболее изучен для фекально-орального пути заражения (например, норовирусы и ротавирусы при низкой температуре живут дольше, что объясняет зимние вспышки гастроэнтерита);
- изменения в поведении людей. Например, сокращение заболеваемости корью коррелирует со школьными каникулами — при этом длительный спад летом, возможно, объясняется совместным эффектом закрытых школ и тёплого времени года;
- изменения активности иммунной системы предлагаются исследователями для объяснения вариаций заболеваемости, но убедительные результаты малочисленны (например, летний рост числа случаев бактериального менингита в Африке связан с нарушением целостности слизистых оболочек, но это связано скорее с началом болезни у уже заражённого человека, передача же бактерий происходит и в зимние месяцы);
- изменения численности переносчиков. Так, численность комаров влияет на заболеваемость малярией.